# Kvarnsjön (Burseryds socken, Småland)
Kvarnsjön är en sjö i Gislaveds kommun i Småland och ingår i Ätrans huvudavrinningsområde.